# Sémiologie quantitative
 (décembre 2023).
Si vous disposez d'ouvrages ou d'articles de référence ou si vous connaissez des sites web de qualité traitant du thème abordé ici, merci de compléter l'article en donnant les références utiles à sa vérifiabilité et en les liant à la section « Notes et références ».
La sémiologie quantitative est une branche de la sémiologie médicale qui a pour but de quantifier la probabilité d'une hypothèse, par exemple la présence d'une maladie, en fonction de la présence ou l'absence de certains signes.
On utilise en particulier les termes de sensibilité, de spécificité, de valeur prédictive positive, de valeur prédictive négative.

## Table de contingence
On utilise également la table de contingence pour manipuler plus facilement les probabilité sur une population, ou un échantillon de la population :
|                   | présence de la maladie | absence de la maladie |
| ----------------- | ---------------------- | --------------------- |
| présence du signe | vrai positif (a)       | faux positif (b)      |
| absence du signe  | faux négatif (c)       | vrai négatif (d)      |

où a, b, c et d représentent un nombre de personnes dans l'échantillon.